# Dentuda
Die USS Dentuda (SS-/AGSS-335) war ein U-Boot der Balao-Klasse. Es wurde von der US Navy zum Ende des Zweiten Weltkriegs von der Pazifikflotte im Pazifik gegen Japan eingesetzt. Das Boot war das einzige Schiff der US Navy, welches den Namen Dentuda trug. Der Name ist die spanische Bezeichnung für den Kurzflossen-Mako, einem Fisch aus der Gattung der Makos.

## Technik und Bewaffnung
Die Dentuda war ein diesel-elektrisches Patrouillen-U-Boot der Balao-Klasse. Die Balao-Klasse wurde gegenüber der Gato-Klasse nur geringfügig verbessert und war wie jene für lange offensive Patrouillenfahrten im Pazifik ausgelegt. Insbesondere die Tauchtiefe wurde, basierend auf den Erfahrungen während des Krieges gegen Japan, vergrößert und der Innenraum modifiziert. Äußerlich und in ihren Dimensionen glichen sich die Boote beider Klassen weitgehend.

### Technik
Die Dentuda war 95 Meter lang und 8,3 Meter breit, ihr Tiefgang betrug maximal 5,1 Meter. Aufgetaucht verdrängte sie 1526 tn. l., getaucht 2424 ts. Der Antrieb erfolgte durch vier 16-Zylinder-Dieselmotoren von General Motors, Modell 16-278A, die je 1000 kW (1350 PS) Leistung brachten. Unter Wasser wurde das U-Boot
durch vier Elektromotoren mit insgesamt 2740 PS angetrieben, die ihre Energie aus zwei 126-zelligen Akkumulatoren vom Typ Sargo bezogen. Die Motoren gaben ihre Leistung über ein Getriebe an zwei Wellen mit je einer Schraube ab. Die Geschwindigkeit betrug aufgetaucht maximal 20,25 Knoten, getaucht erreichte die Dentuda noch 8,75 Knoten. Die maximal mögliche Tauchzeit betrug 48 Stunden, die maximale Konstruktionstauchtiefe lag bei 120 Metern. In den Treibstofftanks konnten 440 Kubikmeter Dieselkraftstoff gebunkert werden, damit hatte das Boot einen Fahrbereich von 11.000 Seemeilen bei 10 Knoten.

### Bewaffnung
Die Hauptbewaffnung der Dentuda bestand aus zehn 533-mm-Unterwasser-Torpedorohren, sechs im Bug, vier achtern, für die bis zu 24 Torpedos an Bord mitgeführt werden konnten. Hinter dem Turm war ein 5-Zoll-Deckgeschütz mit 25 Kalibern Rohrlänge montiert. Auf dem Wintergarten waren eine 20-mm-Oerlikon-Maschinenkanone (hinten) und eine 40-mm-FlaK (vorne) untergebracht. Zusätzlich konnten zwei 12,7-mm-Maschinengewehre bei Bedarf an diversen Positionen des Schiffs montiert und nach
Gebrauch wieder im Boot verstaut werden. Zur Ortung feindlicher Schiffe verfügte die USS Cabezon über ein JK/QC- und ein QB-Sonar unter dem Bug, an Deck waren JP-Hydrophone installiert. Am ausfahrbaren Elektronikmast war ein SD-Radar mit 20 Seemeilen Aufklärungsreichweite zur Ortung feindlicher Flugzeuge angebracht, zusätzlich
verfügte das U-Boot über ein SJ-Oberflächensuchradar mit etwa zwölf Seemeilen Reichweite. Im getauchten Zustand konnte über das am Periskop angebrachte ST-Radar mit acht Seemeilen Reichweite ebenfalls eine Ortung feindlicher Schiffe erfolgen.

## Einsatzgeschichte
Das U-Boot mit der Nummer SS-335 wurde am 18. November 1943 bei Electric Boat in Groton, Connecticut auf Kiel gelegt. Als Name des U-Bootes war ursprünglich Capidoli vorgesehen. Bereits vor der Kiellegung änderte man aber den Namen in Dentuda. Der Stapellauf und die Taufe erfolgten am 10. September 1944. Taufpatin des U-Bootes war Mrs. T. W. Hogan, Gattin eines Commanders der US Navy. Als erster Kommandant übernahm der später als Admiral bekannt gewordene Commander John Sidney McCain, jr. – Vater des Ex-US-Präsidentschaftskandidaten John McCain – die Führung des Bootes, das am 30. Dezember 1944 in Dienst gestellt wurde. Zunächst absolvierten Boot und Besatzung Probe- und Übungsfahrten vor Neuengland, anschließend vor der Küste Floridas. Zu Forschungszwecken wurden die Übungsfahrten vor Florida um etwa zwei Monate verlängert, so dass das Boot erst im April 1945 seine Reise an die Front
antrat.

### Zweiter Weltkrieg
Nach der Seeerprobung und Trainingsfahrten im Atlantik verlegte das U-Boot Mitte April 1945 durch den Panamakanal in den Pazifik. Am 10. Mai 1945 erreichte das Boot den Flotten-Stützpunkt Pearl Harbor auf Hawaii. Bis zur Kapitulation Japans befand sich die Dentuda im Einsatz auf dem pazifischen Kriegsschauplatz. In dieser Zeit vollendete sie nur eine Feindfahrt, wobei sie überwiegend im Seegebiet zwischen Taiwan, der chinesischen Ostküste und den Ryūkyū-Inseln hauptsächlich im Ostchinesischen Meer operierte. Die einzige Kriegspatrouille der Dentuda dauerte von 29. Mai bis 29. Juli 1945 und wurde anschließend als erfolgreich gewertet.
Nachdem die Dentuda zuvor lediglich einen Angriff gegen einen japanischen Frachter ausführte, bei dem das Ziel durch Torpedotreffer beschädigt, jedoch nicht versenkt wurde, kam es am 18. Juni 1945 zu einem Gefecht mit leichten japanischen Marinestreitkräften im Ostchinesischen Meer.  Dabei duellierte Dentuda sich im Überwassergefecht mit den beiden kleinen
japanischen Patrouillenbooten Reiko Maru (88 ts) und Heiwa Maru (88 ts). Aufgrund ihres schwereren Geschützes mit größerer Reichweite versenkte Dentuda beide Gegner während des Gefechtes, ohne selbst Schaden zu nehmen.

### Kriegsende und Operation Crossroads
Zum Zeitpunkt der Verkündung des Waffenstillstands befand sich die Dentuda in Pearl Harbor, wo sie bis Anang Januar 1946 stationiert blieb. Anfang 1946 verlegte das Boot kurzzeitig nach San Francisco zur Vorbereitung auf ihren Einsatz als eines der Zielschiffe im Rahmen der Operation Crossroads, der ersten nach dem Krieg durchgeführten Kernwaffen-Testserie der Vereinigten Staaten auf dem
Bikini-Atoll. Dieser Einsatz dauerte von 22. Mai bis 5. September 1946.
Im Gegensatz zu ihrem Schwesterschiff Apogon überstand die Dentuda die beiden Tests weitgehend unbeschadet und wurde nach eingehender Untersuchung und einer Werftüberholung Ende 1946 aus dem aktiven Dienst entlassen und in die Reserveflotte eingegliedert.

### Ausbildungs-U-Boot
Nachdem die Dentuda am 11. September 1946 außer Dienst gestellt worden war, diente sie anschließend zwanzig Jahre lang als Ausbildungs-U-Boot für Reservisten des 12th Naval District der US Navy. Schließlich wurde das U-Boot, mittlerweile als Hilfs-U-Boot AGSS-335 geführt, endgültig aus der Flottenliste gestrichen und zum Verkauf angeboten.

## Verbleib
Die Dentuda wurde am 12. Februar 1969 an ein Abbruchunternehmen verkauft und anschließend verschrottet.

## Auszeichnungen
Die USS Dentuda erhielt für ihren Einsatz im Zweiten Weltkrieg einen Battle Star verliehen. Ihre einzige Einsatzfahrt wurde als „erfolgreich“ bewertet.